# سایمون چارلتون
سایمون چارلتون (انگلیسی: Simon Charlton؛ زادهٔ ۲۵ اکتبر ۱۹۷۱) بازیکن فوتبال اهل بریتانیا است.
از باشگاه‌هایی که در آن بازی کرده‌است می‌توان به باشگاه فوتبال میلدنهال تاون، باشگاه فوتبال اولدهام اتلتیک، باشگاه فوتبال بولتون واندررز، باشگاه فوتبال ساوت‌همپتون، باشگاه فوتبال نوریچ سیتی، باشگاه فوتبال بیرمنگام سیتی، و باشگاه فوتبال هادرزفیلد تاون اشاره کرد.